# Vidra Gabriella
Vidra Gabriella (Budapest, ? – ) tanár és író, az Erkel Ferenc Általános Iskola vezetője.

## Élete
Vidra Gabriella 1988-ban magyar-orosz szakos tanári diplomát szerzett az ELTE ÁITFK-án, majd 1999-ben elvégezte a Budapesti Műszaki Egyetem másoddiplomás vezetőképzőjét, és azóta is folyamatosan képzi magát. Huszonöt éve tanít magyar nyelvet és irodalmat felső tagozatosoknak, hét évig dolgozott igazgatóhelyettesként, 2001-2017 között az Erkel Ferenc Általános Iskola igazgatója volt. Jelenleg vidéken él, és magyart tanít egy általános iskolában.
Ifjúsági kalandregény-sorozatát, A Tudás könyveit 2006-ban kezdte írni. Első kötete 2008-ban a Novum Verlagnál, a második a Hungarovox Kiadónál jelent meg 2010 júniusában. 2012-től azonban a könyvek gondozását a Kolibri Kiadóhoz (Libri Gyerekkönyvkiadó Kft.) vitte át a szerző, és a teljes sorozat ott jelent meg 2013 tavaszáig.

## Művei

### A Tudás könyvei
- A fekete kő titka (Kolibri Kiadó Archiválva 2013. április 3-i dátummal a Wayback Machine-ben, 2012)
- A labirintus titka (Kolibri Kiadó Archiválva 2013. április 3-i dátummal a Wayback Machine-ben, 2012)
- A templom titka (Kolibri Kiadó Archiválva 2013. április 3-i dátummal a Wayback Machine-ben, 2012)
- A barlang titka (Kolibri Kiadó Archiválva 2013. április 3-i dátummal a Wayback Machine-ben, 2013)

## Interjúk
- Kevés könyv szól az ifjúságnak (Metropol)
- Riport az írónővel Archiválva 2016. április 6-i dátummal a Wayback Machine-ben (Emil magazin)
- A tudás ma is érték Archiválva 2016. április 6-i dátummal a Wayback Machine-ben (Baba Patika)
- Interjú Vidra Gabriellával 1. rész (Ekultúra)
- Interjú Vidra Gabriellával 2. rész (Ekultúra)

## Külső hivatkozások
- Vidra Gabriella hivatalos honlapja
- A Tudás könyvei a Facebookon